# Крешнік Кято
Крешнік Кято (алб. Kreshnik Qato Kreshnik Qato, нар. 13 серпня 1978, Дуррес) — албанський боксер, чемпіон WBF у середній вазі 2008 року. Його промоутер — британець Спенсер Фірон. 
Прізвисько — «Орел».

## Професійна кар'єра
Позначення:
- PTS — перемога за очками
- UD — одноголосне суддівське рішення
- SD — роздільне суддівське рішення
- TKO — технічний нокаут
- RTD — суперник здався